# No Rest for the Wicked
| 전문가 평가   | 전문가 평가 |
| 평가 점수     | 평가 점수   |
| 출처          | 점수        |
| ------------- | ----------- |
| AllMusic      | [ 1 ]       |
| Martin Popoff | [ 2 ]       |
| Rolling Stone | [ 3 ]       |

《No Rest for the Wickd》는 영국의 헤비 메탈 보컬리스트 오지 오스본의 다섯 번째 스튜디오 음반이다. 1988년 9월 28일에 발매되었으며 1995년 8월 22일에 재발행 겸 리마스터되었으며 2002년 6월 25일에 다시 발매되었다. 이 음반은 1988년 12월에 골드 인증을 받았고 그 이후로 더블 플래티넘을 기록했다. 그것은 빌보드 200에서 13위로 정점을 찍었다. 이 음반은 기타리스트 잭 와일드, 키보디스트 존 싱클레어가 참여한 첫 음반이며, 《Bark at the Moon》 이후 베이시스트 밥 데이즐리가 참여한 첫 음반이다.

## 배경
《No Rest for the Wicked》는 리드 기타리스트 잭 와일드의 녹음 데뷔곡이다. 1987년 리드 기타리스트 제이크 E. 리를 해고하고 나서 오스본은 윌드로부터 데모 테이프를 받았고 나중에 오디션 후에 그를 고용했다.
베이시스트이자 작사가인 밥 데이즐리는 1985년 오스본의 밴드로 돌아왔다. 음반의 녹음 작업이 완료되면 데이즐리는 다시 한번 아웃되었고, 이후 홍보 투어를 위해 오스본의 전 블랙 사바스 밴드 동료 기저 버틀러로 대체되었다.
〈Miracle Man〉, 〈Crazy Babies〉, 〈Breakin' All the Rules〉는 뮤직 비디오와 함께 싱글로 발매되었다. 〈Hero〉라는 노래는 1988년 오리지널 CD와 카세트 발매에 수록된 히든 보너스 트랙이었다. 〈Miracle Man〉라는 노래는 불명예스러운 텔레비전 전도사 지미 스와거트를 겨냥한 뾰족한 바브였다. 스와거트는 1988년 매춘 스캔들에 연루되기 전까지 오스본의 음악과 라이브 공연에 대해 오랫동안 비판적이었다.
크리에이티브 디렉터 존 카버는 샤론 오스본에 의해 《No Rest For the Wicked》의 음반 소매를 구상하고 제작하기 위해 고용되었다. 존의 컨셉은 오지를 예수 그리스도로 포지셔닝하고 묘사하는 것이었다. 존은 전설적인 사진작가 밥 카를로스 클라크에게 소매의 사진을 의뢰했다. 존의 오지에 대한 이미지는 전설적인 지위를 얻었고 다양한 "베스트 음반 소매"에 등장했다.

## 곡 목록
모든 곡들은 특별한 언급이 없는 한 오지 오스본, 잭 와일드, 밥 데이즐리, 랜디 카스틸로 그리고 존 싱클레어에 의해 작사/작곡하였다.
| #  | 제목                            | 작사·작곡                          | 재생 시간 |
| -- | ------------------------------- | ---------------------------------- | --------- |
| 1. | 〈Miracle Man〉                 | 오스본, 와일드, 데이즐리           | 3:44      |
| 2. | 〈Devil's Daughter (Holy War)〉 |                                    | 5:15      |
| 3. | 〈Crazy Babies〉                | 오스본, 와일드, 데이즐리, 카스틸로 | 4:15      |
| 4. | 〈Breakin' All the Rules〉      |                                    | 5:15      |
| 5. | 〈Bloodbath in Paradise〉       |                                    | 5:03      |
| 6. | 〈Fire in the Sky〉             |                                    | 6:24      |
| 7. | 〈Tattooed Dancer〉             | 오스본, 와일드, 데이즐리           | 3:53      |
| 8. | 〈Demon Alcohol〉               | 오스본, 와일드, 데이즐리, 카스틸로 | 4:30      |
| 9. | 〈Hero〉                        |                                    | 4:49      |

## 인증
| 국가                                                            | 인증        | 판매량/출하량 |
| --------------------------------------------------------------- | ----------- | ------------- |
| 오스트레일리아 (ARIA)                                           | 골드        | 35,000        |
| 캐나다 (뮤직 캐나다)                                            | 플래티넘    | 100,000^      |
| 미국 (RIAA)                                                     | 2× 플래티넘 | 2,000,000^    |
| ^출하량을 기반으로 한 인증 · 판매량+스트리밍을 기반으로 한 인증 |             |               |